# Herman Düne

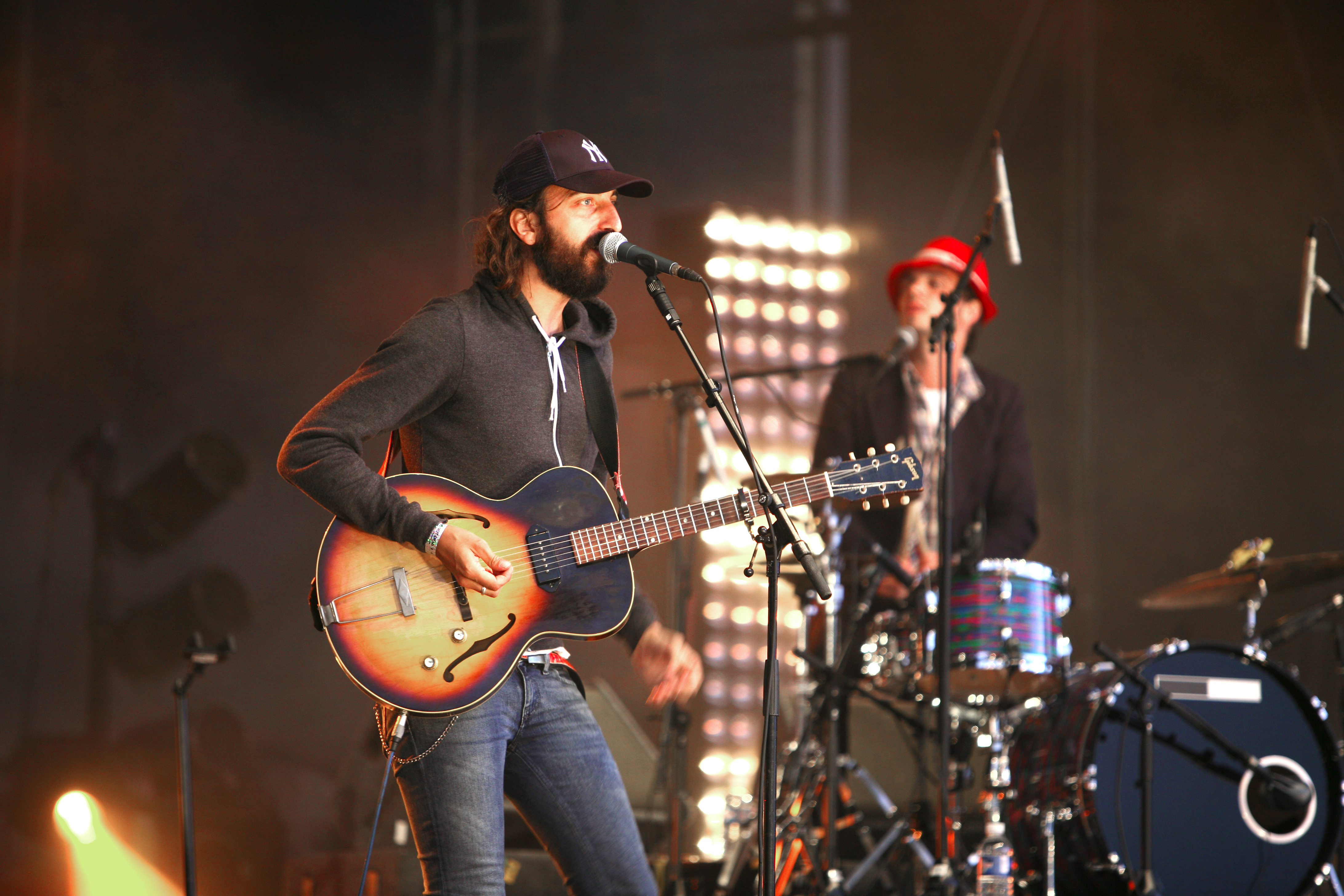
David-Ivar Herman Düne y Neman Herman Düne, componentes de Herman Düne en Route du Rock (agosto de 2007)

Herman Düne es un dúo musical francés de folk y rock, formado por los hermanos David-Ivar Herman Dune (guitarra y voz), y Néman Herman Dune (batería y segunda voz). El grupo surgió, inicialmente como trío, en París en 1999. Cantan principalmente en inglés, aunque también han interpretado en francés y español.

## Discografía

### Álbumes
- Turn Off the Light (2000, Prohibited Records)
- They Go to the Woods (2001, Shrimper Records)
- Switzerland Heritage (2001, Prohibited Records)
- The Whys and the Hows of Herman Düne & Cerberus Shoal (with Cerberus Shoal) (2002, North East indie)
- Mas Cambios (2003, The Track & Field Organisation)
- Mash Concrete Metal Mushroom (2003, Shrimper Records)
- Not on Top (2005, The Track & Field Organisation)
- Giant (Herman Düne album) (2006, Source Etc.)
- Next Year in Zion (Fall 2008, Source Etc., Everloving Records, Cityslang)
- Strange Moosic (May 2011, Indie Europe/Zoom)
- Mariage á Mendoza (2013, Strange Moosic/Gum)

### Singles
- Money Makers on My Back (1997, autoproducido)
- Glow in the Dark EP (1998, Ruminance Records)
- The Fire EP (2000, Prohibited Records)
- Between the Little Houses (2001, Prohibited Records)
- A Wiser Man (2004, Hype City Records)
- Jackson Heights EP (2005, The Track & Field Organisation)
- Not on top (2006, The Track & Field Organisation)
- I Wish That I Could See You Soon (2007, Source Etc.)
- 1-2-3 / Apple Tree (2008, [2008, Source Etc.)
- My Home Is Nowhere Without You (2008, Everloving Records)
- Tell Me Something I Don't Know (2011, Indie Europe/Zoom)